# Aaron Wan-Bissaka
Aaron Wan-Bissaka (Croydon kerület, London, 1997. november 26. –) kongói válogatott labdarúgó, a West Ham United játékosa.

## Gyermekkora
Wan-Bissaka Londonban, Angliában született 1997. november 26-án. A város Croydon kerületében nőtt fel, tanulmányait a Good Shepherd iskolában végezte.

## Pályafutása

### Klubcsapatokban

#### Crystal Palace
Tizenegy éves korától lett a Crystal Palace akadémiájának tagja, pályafutása elején szélső középpályásként játszott. 2017 nyarán az új szezonra való felkészülés kezdetekor Frank de Boer irányítása alatt került fel az első csapat keretéhez. A holland szakember a védelemben számított a játékára, többször is kiemelve Wan-Bissaka védekező képességeit. A szezon első felében kevesebb játéklehetőséget kapott Timothy Fosu-Mensah és Martin Kelly mellett, az idény közben kinevezett Roy Hodgson pedig Joel Wardot játszatta a posztján. Összesen hét alkalommal, többnyire csereként kapott lehetőséget a szezon folyamán. A Premier League-ben 2018. február 25-én mutatkozott be egy Tottenham elleni 1–0-s vereség alkalmával a Selhurst Parkban. Ugyan összesen négy percet játszott két mérkőzésen, a csapat szurkolói mégis őt választották a hónap játékosának.
2018. augusztus 20-án a Liverpool elleni bajnokin kiállították miután egyértelmű gólhelyzetben akadályozta Mohamed Szaláht. Augusztusban, szeptemberben, októberben és márciusban a klub szurkolói a hónap játékosának választották. 2019. április 30-án az év játékosának is őt látták a csapat szurkolói. A 2018-2019-es idényben 35 bajnoki mérkőzésen lépett pályára. 

#### Manchester United
2019. június 29-én a Manchester United szerződtette, Wan-Bissaka öt évre írt alá. Szerződtetése idején a világ hatodik legdrágább védője lett és a legdrágább angol játékos, aki egyszer se volt válogatott átigazolása idején.
2019. augusztus 11-én mutatkozott be a Manchester United csapatában, 90 percet játszva a Chelsea elleni 4–0-ás győzelem során. Első szezonja végére ő szerezte meg a labdát a legtöbbször a Premier League 2019–2020-as évadában. 2020. október 17-én megszerezte pályafutása első gólját, a Newcastle United ellen. 2021. február 2-án ő szerezte a United első gólját a Southampton elleni 9–0-ás győzelme során.

#### West Ham United
2024. augusztus 13-án West Ham United bejelentette Wan-Bissaka szerződtetését, akiért 15 millió fontot fizettek a Manchester Unitednek. Hét éves szerződésrt írt alá.

### A válogatottban
Wan-Bissaka Angliában született, de szülei révén kongói származású.  2015. október 7-én a Kongói Demokratikus Köztársaság U17-es válogatottjában lépett pályára Anglia U17-es csapata ellen. A találkozót az angolok nyerték 8–0-ra. Ettől független jogosult maradt, hogy a továbbiakban szülőhazáját képviselje válogatott szinten, és 2018 márciusában be is hívták az angolok U20-as válogatottjába, ahol a lengyelek elleni mérkőzésen mutatkozott be. A találkozót 1–0 arányban az angolok nyerték, Wan-Bissakát pedig kiállították.
2018 szeptemberében meghívták az angol U21-es válogatottba, ahol szeptember 6-án a Hollandia elleni mérkőzésen kezdőként mutatkozott be a Carrow Roadon. Azt követően, hogy nem kapott lehetőséget az angol válogatottban, többször is kijelentette, hogy szívesen képviselné Kongót és 2023-ban megbeszéléseket is tartott az ország szövetségével nemzetiségváltásról, csapattársával, Axel Tuanzebével együtt. 2023 novemberében a szövetség hivatalosan is megkereste a játékost, hogy részt vegyen színeikben a 2024-es afrikai nemzetek kupáján. Végül 2025-ben váltott nemzetiséget, júniusban hívták be először a válogatottba.

## Statisztika
2024. május 25-én frissítve.
| Csapat            | Szezon           | Bajnokság        | Bajnokság | Bajnokság | Kupa | Kupa  | Ligakupa | Ligakupa | Nemzetközi | Nemzetközi | Összesen | Összesen |
| Csapat            | Szezon           | Osztály          | P.        | Gólok     | P.   | Gólok | P.       | Gólok    | P.         | Gólok      | P.       | Gólok    |
| ----------------- | ---------------- | ---------------- | --------- | --------- | ---- | ----- | -------- | -------- | ---------- | ---------- | -------- | -------- |
| Crystal Palace    | 2016–17          | Premier League   | 0         | 0         | 0    | 0     | 0        | 0        | —          | —          | 0        | 0        |
| Crystal Palace    | 2017–18          | Premier League   | 7         | 0         | 0    | 0     | 0        | 0        | —          | —          | 7        | 0        |
| Crystal Palace    | 2018–19          | Premier League   | 35        | 0         | 1    | 0     | 3        | 0        | —          | —          | 39       | 0        |
| Crystal Palace    | Összesen         | Összesen         | 42        | 0         | 1    | 0     | 3        | 0        | —          | —          | 46       | 0        |
| Manchester United | 2019–20          | Premier League   | 35        | 0         | 2    | 0     | 4        | 0        | 5          | 0          | 46       | 0        |
| Manchester United | 2020–21          | Premier League   | 34        | 2         | 3    | 0     | 2        | 0        | 15         | 0          | 54       | 2        |
| Manchester United | 2021–22          | Premier League   | 20        | 0         | 0    | 0     | 0        | 0        | 6          | 0          | 26       | 0        |
| Manchester United | 2022–23          | Premier League   | 19        | 0         | 4    | 0     | 5        | 0        | 6          | 0          | 34       | 0        |
| Manchester United | 2023–24          | Premier League   | 22        | 0         | 4    | 0     | 1        | 0        | 3          | 0          | 30       | 0        |
| Manchester United | Összesen         | Összesen         | 130       | 2         | 13   | 0     | 12       | 0        | 35         | 0          | 190      | 2        |
| Karrier összesen  | Karrier összesen | Karrier összesen | 172       | 2         | 14   | 0     | 15       | 0        | 35         | 0          | 236      | 2        |

1. 1 2  Pályára lépések az Európa-ligában
2. ↑  Hat pályára lépés az UEFA-bajnokok ligájában, kilenc pályára lépés az Európa-ligában
3. 1 2  Pályára lépések az UEFA-bajnokok ligájában

## Sikerei, díjai
Manchester United
- Angol ligakupa: 2022–2023
- Angol kupagyőztes: 2023–2024

Egyéni elismerés
- Crystal Palace – Az év fiatal játékosa: 2017–2018[29]
- Crystal Palace – Az év játékosa: 2018–2019[9]
- West Ham United – Az év játékosa: 2024–2025
- Európa Liga – A szezon kerete: 2020–2021[30]